# Алга (Чуюнчинский сельсовет)
Алга́ (баш. Алға) — деревня в Давлекановском районе Республики Башкортостан Российской Федерации. Входит в состав Чуюнчинского сельсовета.

## География

### Географическое положение
Расстояние до:
- районного центра (Давлеканово): 33 км,
- ближайшей ж/д станции (Давлеканово): 33 км.

## Население
| 2002 | 2009 | 2010 |
| ---- | ---- | ---- |
| 95   | ↘76  | ↗88  |

### Национальный состав
Согласно переписи 2002 года, преобладающая национальность — башкиры (94 %).